# Основна и средња школа са домом ученика „Петро Кузмјак” Руски Крстур
Основна и средња школа са домом ученика „Петро Кузмјак” је школа мешовитог типа која се налази у Русинској 63 у Руском Крстуру и једина је у Европи која као средња школа има програм са русинским као наставним језиком.

## Историјат
Основна школа је основана још 1753. године и прошла је кроз више фаза. Од оснивања до 1888. године била је конфесионална школа, затим до 1899. комунална, а потом до 1941. државна. Након 1944. године најпре је наставила са радом као четвороразредна школа, да би педесетих година постала осморазредна. 
Државна реална гимназија, прва гимназија у историји Русина, отворена је фебруара 1945. године и радила је до 1949, да би са радом поново отпочела 1970, најпре као истурено одељење Гимназије „Вељко Влаховић” у Врбасу, а затим као самостална. Образовни центар „Петро Кузмјак” отворен је 1977. године, а наредне године је добио савремени објекат.

## Школа данас
Основна школа броји око 400 ученика. Гимназија има по једно одељење општег типа у настави на српском и на русинском језику и једно одељење туристичких техничара са наставом на српском језику, што је укупно око 200 ученика.
У оквиру школе функционише и ученички дом капацитета 70 кревета распоређених у двокреветне, трокреветне, четворокреветне и петокреветне собе са савремено опремљеном ђачком кухињом, салом за физичко васпитање и отвореним теренима за мали фудбал и кошарку које окружује парк са бистом првог школованог учитеља Русина на овим просторима, Петра Кузмјака, по коме школа носи име. Школа поседује и библиотеку која садржи око 6500 књига и кабинет за информатику и рачунарство са 15 рачунара.